# Sporty motorowodne na Letnich Igrzyskach Olimpijskich 1908 – Klasa C – 6,5-8 m
Wyścig w klasie C - 6.5-8 m był jedną z konkurencji motorowodnych na Letnich Igrzyskach Olimpijskich 1908. Zawody odbyły się w dniu 28 sierpnia. W zawodach uczestniczyło 5 zawodników z Wielkiej Brytanii.
W konkurencji tej rozegrano jeden wyścig zawierający pięć okrążeń. Każde okrążenie liczyło 8 mil.

## Przebieg wyścigu
Na linii startu zameldowały się tylko dwie łodzie Sea Dog i Gyrinus, która dzień wcześniej wygrała wyścig w klasie B. Również tym razem Gyrinus dopłynęła do mety jako jedyna. W związku z problemami z silnikiem Sea Dog wycofała się w wyścigu.

## Wyniki
| Miejsce | Łódź    | Załoga                                                 | Państwo         | Czas |
| ------- | ------- | ------------------------------------------------------ | --------------- | ---- |
| 1       | Gyrinus | John Field-Richards Bernard Redwood Thomas Thornycroft | Wielka Brytania | b.d  |
| –       | Sea Dog | Thomas Weston Warwick Wright                           | Wielka Brytania | DNF  |